# マリオ&ソニック AT リオオリンピック
- マリオシリーズ > マリオ&ソニック > マリオ&ソニック AT リオオリンピック
- ソニックシリーズ > マリオ&ソニック > マリオ&ソニック AT リオオリンピック

『マリオ&ソニック AT リオオリンピック』（マリオアンドソニック アット リオオリンピック、Mario & Sonic at the Rio 2016 Olympic Games）は、任天堂とセガゲームスが共同開発したゲームソフト。2016年2月18日にニンテンドー3DS版が発売され6月23日にはWii U版も発売された。
本稿では2016年2月24日に稼働を開始した、セガ・インタラクティブと任天堂が共同開発したアーケード版『マリオ&ソニック AT リオオリンピック アーケードゲーム』（マリオアンドソニック アット リオオリンピック アーケードゲーム）についても記述する。

## 概要
任天堂のマリオシリーズとセガゲームスのソニックシリーズのコラボレーションによるオリンピックゲームの5作目。2016年にブラジルのリオデジャネイロで開催された夏季オリンピック（リオデジャネイロオリンピック）を舞台としている。
本作では新キャラが多く登場しており、ロゼッタやトッテン、スティックス、ウェーブなど初登場のキャラもいれば、クリームやエスピオなどの審判キャラや、キャサリンやルージュなどのライバルキャラもプレイアブルキャラとして使えるようになった。ただし、キャサリンやクリームなど3DS版で初参戦した選手の中で、Wii U版では選手として登場しないキャラクターも何人かいる。3DS版ではシリーズ最多の40体のプレイアブルキャラが登場する。
ニンテンドー3DSおよびWii U両ハードでは、ゴルフやラグビーなどそれぞれ一部の収録競技が異なる。
アーケード版は10種目が登場する。ALL.Net並びに、セガ・インタラクティブのAime、バンダイナムコエンターテインメントのバナパスポートカードにそれぞれ対応し、ゲームの進歩状況によって使用出来るキャラクターが増加する。本格稼働に先んじて、2015年12月9日からロケテストを実施していた。

## 収録競技

### オリンピックマッチ
○…収録、◎…バトル競技も実装（Wii U版）、●…ボーナス種目として収録（AC版）、×…未収録
尚、3DS版は収録全種目にエクストラ競技が実装されている。
| 競技種目         | 3DS版 | Wii U版 | AC版 |
| ---------------- | ----- | ------- | ---- |
| 100m             | ○     | ○       | ○    |
| 110mハードル     | ○     | ×       | ○    |
| 4×100mリレー     | ×     | ○       | ●    |
| 走幅跳           | ○     | ×       | ○    |
| 三段跳           | ×     | ○       | ×    |
| やり投           | ○     | ○       | ○    |
| ハンマー投       | ×     | ＊      | ○    |
| 100m自由形       | ○     | ○       | ○    |
| 新体操フープ     | ○     | ×       | ×    |
| 新体操クラブ     | ×     | ○       | ○    |
| トランポリン     | ×     | ×       | ○    |
| アーチェリー     | ○     | ○       | ○    |
| ゴルフ           | ○     | ×       | ×    |
| 馬術             | ○     | ○       | ×    |
| BMX              | ○     | ○       | ×    |
| ボクシング       | ○     | ○       | ×    |
| 卓球             | ○     | ○       | ×    |
| サッカー         | ○     | ◎       | ×    |
| ビーチバレー     | ○     | ◎       | ×    |
| ラグビーセブンズ | ×     | ◎       | ×    |

### トレーニング（ニンテンドー3DS版）
「チャンピオンズロード」に収録されているトレーニングの競技一覧。全ての種目に相手が強くなるハードモードが実装されている。ゲーム内の表示順。
- 棒高跳
- 競輪
- 背泳ぎ
- ホッケー
- バドミントンシングルス
- 三段跳
- 砲丸投
- シンクロナイズドスイミングチーム
- トランポリン
- シンクロナイズドスイミングデュエット
- カヌー1人乗り
- リレー
- 1500m
- 水球
- 平泳ぎ
- カヌー2人乗り
- ハンドボール
- バドミントンダブルス
- クレー射撃
- カヌー4人乗り
- つり輪
- フェンシングフルーレ
- シンクロダイビング
- セーリング
- ライフル射撃
- テコンドー
- オープンウォータースイミング
- ハンマー投
- バスケットボール
- 障害走

## 登場選手紹介（種目別選手）
●はアーケード版で初期段階から使用できる選手。■はアーケード版においてプレイ状況によって追加される選手。◆はアーケード版のアップデートで新たに追加された選手。

### マリオシリーズ
| キャラクター     | 配役                     | 3DS                      | Wii U                                     | AC | 備考   |
| ---------------- | ------------------------ | ------------------------ | ----------------------------------------- | -- | ------ |
| マリオ           | チャールズ・マーティネー | 全種目                   | 全種目                                    | ●  |        |
| ルイージ         | チャールズ・マーティネー | 卓球、110mハードル       | 全種目                                    | ●  |        |
| ワリオ           | チャールズ・マーティネー | やり投、アーチェリー     | 全種目                                    | ●  |        |
| ワルイージ       | チャールズ・マーティネー | 走幅跳、BMX              | 全種目                                    | ◆  |        |
| ピーチ           | サマンサ・ケリー         | ゴルフ、100m自由形       | 全種目                                    | ●  |        |
| キノピオ         | サマンサ・ケリー         | ×                        | 4×100mリレー                              | ×  | 初参戦 |
| デイジー         | ディアナ・マスタード     | サッカー、新体操フープ   | 全種目                                    | ◆  |        |
| キャサリン       | 戸高一生                 | アーチェリー             | ×                                         | ×  | 初参戦 |
| ヨッシー         | 戸高一生                 | サッカー、100m           | 全種目                                    | ●  |        |
| クッパ           | ケニー・ジェームズ       | ゴルフ、ボクシング       | 全種目                                    | ●  |        |
| クッパJr.        | ケーティー・サゴイアン   | 走幅跳、馬術             | 全種目                                    | ■  |        |
| ドンキーコング   | 長嶝高士                 | ボクシング、ビーチバレー | 全種目                                    | ■  |        |
| カロン           | 朝川達                   | BMX                      | ×                                         | ×  | 初参戦 |
| ディディーコング | 鈴木勝美                 | 110mハードル             | ラグビーセブンズ、バトル ラグビーセブンズ | ×  | 初参戦 |
| トッテン         | 横山夏子                 | 100m                     | 100走                                     | ×  | 初参戦 |
| ルドウィッグ     | マイク・ヴォーン         | 卓球                     | ×                                         | ×  | 初参戦 |
| ほねクッパ       | ケニー・ジェームズ       | やり投                   | やり投                                    | ×  | 初参戦 |
| ロゼッタ         | ローラ・フェイ・スミス   | 新体操フープ             | 新体操クラブ                              | ×  | 初参戦 |
| ロイ             | ダン・ファルコーネ       | ビーチバレー             | ×                                         | ×  | 初参戦 |
| ラリー           | レニ・ミネルラ           | 馬術                     | 馬術                                      | ×  | 初参戦 |
| ウェンディ       | レニ・ミネルラ           | 100m自由形               | 100m自由形                                | ×  | 初参戦 |

### ソニックシリーズ
| キャラクター   | 配役         | 3DS                        | Wii U                             | AC | 備考   |
| -------------- | ------------ | -------------------------- | --------------------------------- | -- | ------ |
| ソニック       | 金丸淳一     | 全種目                     | 全種目                            | ●  |        |
| テイルス       | 広橋涼       | 100m自由形、ビーチバレー   | 全種目                            | ●  |        |
| エミー         | 川田妙子     | 100m自由形、新体操フープ   | 全種目                            | ●  |        |
| ナックルズ     | 神奈延年     | やり投、ボクシング         | 全種目                            | ●  |        |
| クリーム       | あおきさやか | ビーチバレー               | ×                                 | ×  | 初参戦 |
| ベクター       | 三宅健太     | ゴルフ、卓球               | 全種目                            | ■  |        |
| エスピオ       | 増田裕生     | 走幅跳                     | 三段跳                            | ×  | 初参戦 |
| ブレイズ       | 高森奈緒     | 馬術、新体操フープ         | 全種目                            | ◆  |        |
| メタルソニック | ×            | 100m、BMX                  | 全種目                            | ■  |        |
| シルバー       | 小野大輔     | 110mハードル、アーチェリー | 全種目                            | ◆  |        |
| シャドウ       | 遊佐浩二     | サッカー、100m             | 全種目                            | ●  |        |
| エッグマン     | 中村浩太郎   | 110mハードル、馬術         | 全種目                            | ●  |        |
| エッグマンネガ | 大塚周夫     | 走幅跳                     | ×                                 | ×  | 初参戦 |
| オメガ         | 楠大典       | やり投                     | ×                                 | ×  | 初参戦 |
| ルージュ       | 落合るみ     | ゴルフ                     | ビーチバレー、バトル ビーチバレー | ×  | 初参戦 |
| ジェット       | 岸尾だいすけ | サッカー                   | サッカー、バトル サッカー         | ×  | 初参戦 |
| ウェーブ       | 中村千絵     | BMX                        | BMX                               | ×  | 初参戦 |
| スティックス   | 悠木碧       | アーチェリー               | アーチェリー                      | ×  | 初参戦 |
| ザズ           | 青山穣       | 卓球                       | 卓球 シングルス                   | ×  | 初参戦 |
| ザボック       | 中田譲治     | ボクシング                 | ボクシング                        | ×  | 初参戦 |

### その他
| キャラクター | 配役 | 3DS                                          | Wii U  | AC |
| ------------ | ---- | -------------------------------------------- | ------ | -- |
| Mii          | ×    | チャンピオンズロードのプレイヤーキャラクター | 全種目 | ×  |

### サポートキャラクター
| キャラクター                           | 3DS                        | Wii U                                      | AC |
| -------------------------------------- | -------------------------- | ------------------------------------------ | -- |
| キノピオ（赤・青・黄・緑・紫）         | サッカー（マリオ、Mii）    | ×                                          | ×  |
| ヨッシー（赤・青・黄・水色・ピンク）   | サッカー（ヨッシー）       | ×                                          | ×  |
| キャサリン（赤・青・黄・緑・水色）     | サッカー（デイジー）       | サッカー（ゴールキーパー、赤・青・緑のみ） | ×  |
| プンプン                               | サッカー（ゴールキーパー） | ×                                          | ×  |
| ブンブン                               | ×                          | ラグビーセブンズ                           | ×  |
| チャオ（水色、橙、青、黄、ピンク）     | サッカー（ソニック、Mii）  | ×                                          | ×  |
| エッグポーン（赤、青、黄、緑、ピンク） | サッカー（ジェット）       | サッカー（ゴールキーパー、赤・青・緑のみ） | ×  |
| エッグポーン（ターミナルベロシティ）   | サッカー（シャドウ）       | ×                                          | ×  |
| シルバーエッグポーン                   | サッカー（ゴールキーパー） | ×                                          | ×  |

## 備考
- アーケード版はリオデジャネイロオリンピックの選手村の遊戯施設にも設置された[6]。
- リオデジャネイロオリンピックの閉会式では、安倍晋三首相がマリオに扮して登場する演出がなされた[7]。一方で、ソニックは登場しなかった。